# Георгий Пахимер
Георгий Пахимер (греч. Γεώργιος Παχυμέρης 1242, Никея — около 1310, Константинополь), византийский философ, историк, математик, писатель и церковный деятель. Учился у Георгия Акрополита. Занимал пост протоэкдика в патриаршем клире. Был последовательным противником унии с Римско-католической церковью. Писал в крайне тяжелый для Византии и эллинизма период, который нашёл отражение в ряде работ летописца: вся некогда богатейшая малоазийская половина империи, которую сам автор называет «второй Палестиной» погрузилась в хаос и безвластие под ударами турок и туркмен. Родной город Пахимера с 1265 года фактически находился под угрозой постоянной осады, а большинство егo жителей бежало в Константинополь.

## Биография
Основным источником нашей информации о жизни Пахимера является стихотворный эпитафий, состоящий из 100 стихов его ученика Мануила Фила.
Пахимер родился в Никее в 1242 году в семье беженцев из Константинополя. После взятия города крестоносцами Никея стала столицей нового государства византийцев. После того как греки отвоевали свою средневековую столицу у латинян в 1261 году, Пахимер переехал в Константинополь и продолжил свою учёбу у Георгия Акрополита.
Пахимер был рукоположен во диакона, но благодаря своему исключительному классическому образованию и будучи противником унии с Римско-католической церковью быстро занял высокие церковные и светские должности протекдика (греч. πρωτέκδικος) и дикеофилака (греч. δικαιοφύλαξ — блюститель церковного права). С 1275 года Пахимер преподавал в Вселенском Училище Константинополя толкование Нового Завета и Патрологию, философию Аристотеля.

## Литературное творчество
Как писатель Пахимер представлял высокий уровень усвоения классических оригиналов, существовавших в его эпоху. Самым значительным его трудом был исторический труд «Исторические Записки» (греч. Xρονική Συγγραφή). Этот исторический труд Пахимера является продолжением одноимённого труда Георгия Акрополита и относится к периоду 1255—1308 годов, то есть к периоду царствования двух первых императоров династии Палеологов Михаила VIII и Андроника II. Работа делится на 13 книг — 6 посвящены Михаилу и 7 Андронику.
Пахимер заявляет, что основная цель его повествования — это правда. Следуя этому основному принципу, Пахимер описывает события, свидетелем многих из которых был он сам, но при этом старается сохранить объективность.
Пахимер писал свою историю, ощутив и сам тяжёлые времена в жизни империи и последствия нашествия турецких племён в Малую Азию, проблему засилия латинян и вытекающую отсюда церковную проблему и конфронтацию в вопросе об унии, поэтому дух его истории пессимистичен.
Как учитель и философ Пахимер написал также работы по риторике, послания, «Свод четырёх предметов» (греч. το Σύνταγμα των τεσσάρων μαθημάτων) и «Набросок к философии Аристотеля» (греч. Σχεδίασμα περί της φιλοσοφίας του Aριστοτέλους), где Пахимер комментирует почти весь труд Аристотеля и который стал именоваться «Философией Пахимера» (греч. Φιλοσοφία του Παχυμέρους)..

## Классицизм Пахимера
Из письма Пахимера следует его глубокое знание греческих древних классиков, где образцами дле него служат Ксенофонт, Фукидид и Пиндар. Он часто употребляет гомеровскую лексику, чтобы описать героические события, связанные с Иоанном Палеологом и Алексием Филантропом, ссылается на древнюю греческую мифологию, на Законы Платона и Этику Аристотеля.
Пахимер использует не только средневековые греческие имена, описывая топонимику и население Малой Азии, но возвращается к именам из античности. Пахимер также не только именует новые народы именами из древности (например, турецкие племена — персами), но и приспосабливает латинские и тюркские имена к нормам греческого языка.
Пахимер первым из византийских писателей употребляет названия месяцев согласно аттическому календарю.

## Основные труды
- греч. Ρωμαϊκή Ιστορία — Римская история
- греч. Σχεδίασμα περί της φιλοσοφίας του Αριστοτέλη — Набросок к философии Аристотеля
- греч. Εννέα αυτοβιογραφικές Ωδές — Девять автобиографических Од
- греч. Το Σύνταγμα των τεσσάρων μαθημάτων,αριθμητικής, μουσικής,γεωμετρίας και αστρονομίας — Свод четырёх предметов: арифметики, музыки, геометрии и астрономии .
- греч. Περί των έξ της φιλοσοφίας ορισμών και των πέντε φωνών και των δέκα κατηγοριών — Относительно философских терминов, пяти голосов и десяти категорий .
- греч. Προς τους λέγοντας ότι δια τούτο λέγεται Πνεύμα Υιού δια το ομοούσιον ή δια το χορηγείσθαι υπ΄αυτού τοις αξίοις (Θεολογικό έργο) — Теологический труд
- греч. Παράφρασις εις τον Άγιον ιερομάρτυρα Διονύσιον τον Αρεοπαγίτην — Парафраз к Святому мученику Дионисию Ареопагиту
- греч. Προγυνάσματα ή Μελέται (ρητορική) — Упражнения (риторика)